# Nad Wisłą (czasopismo)
Nad Wisłą – lokalna gazeta wydawana w Górze Kalwarii.

## Historia
Gazeta została założona w 1994 przez dziennikarza i działacza samorządowego Ryszarda Janusza Baja, który do 1998 piastował również funkcję jej redaktora naczelnego do czasu, kiedy został wybrany na burmistrza Góry Kalwarii. Od 1998 do 2016 redaktorem naczelnym i wydawcą „Nad Wisłą” był syn Ryszarda Janusza Baja, Mateusz. „Nad Wisłą” ukazywał się jako tygodnik podwarszawski na terenie Piaseczna, Konstancina-Jeziorny, Góry Kalwarii, Grójca, Warki, Chynowa, Lesznowoli, Prażmowa i Tarczyna. Był gazetą bezpłatną o nakładzie 30 000 egzemplarzy. Poza wydaniami papierowymi dostępny był również w wersji elektronicznej.